# Bitonto
Bitonto – miasto i gmina we Włoszech, w regionie Apulia, w prowincji Bari.
Podczas wojny o sukcesję polską w 1734 odbyła się tu bitwa, w której wojska hiszpańskie pokonały siły austriackie.
Według danych na styczeń 2009 gminę zamieszkiwało 56 297 osób przy gęstości zaludnienia 325,8 os./1 km².